# Kyzikos

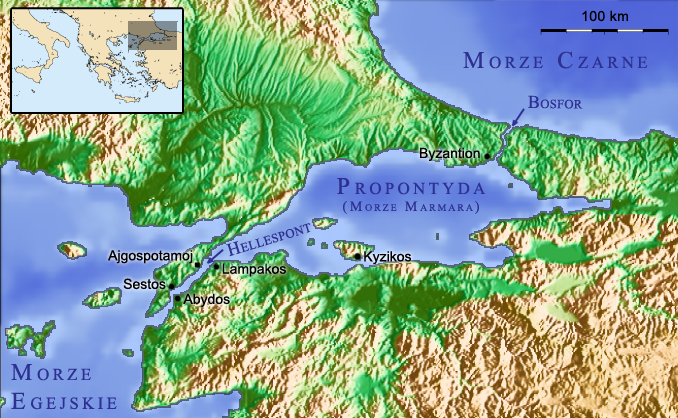
Położenie Kyzikos

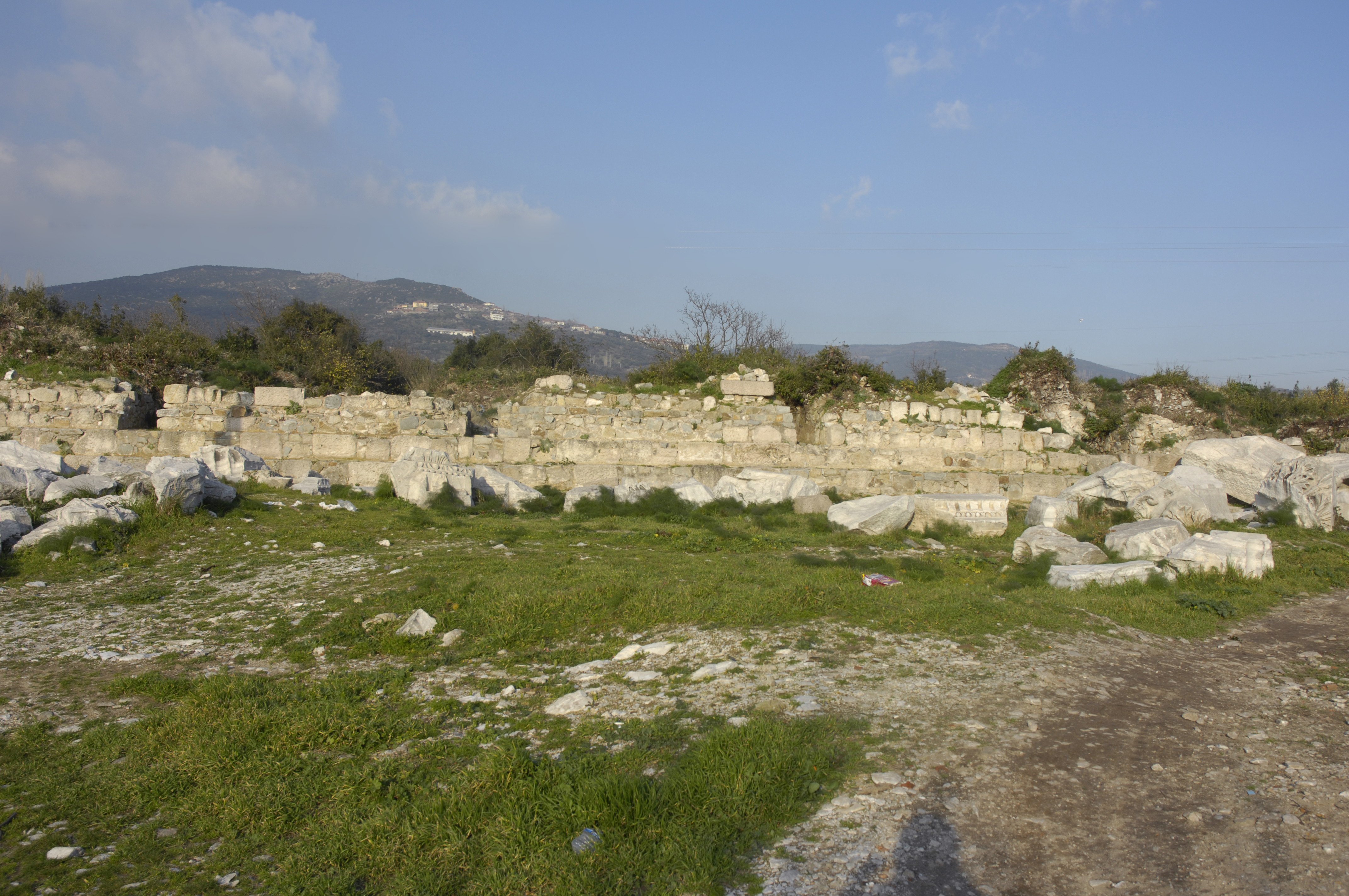
Pozostałości miejscowej świątyni Zeusa

Kyzikos, także Kizyk, Kyzik (gr. Κύζικος, łac. Cyzicus, wł. Cizico) – kolonia Miletu na azjatyckim wybrzeżu Propontydy, we Frygii w kraju Dolionów na przylądku łączącym półwysep Arktonnesos z kontynentem. Współcześnie stanowisko archeologiczne w Turcji, w pobliżu miasta Erdek.
Kolonia została założona w 756 p.n.e., a następnie ponownie w roku 676 p.n.e. po zniszczeniu przez Kimerów. Polis należała do Związku Ateńskiego. W epoce hellenistycznej miasto zostało przyłączone do Pergamonu. W okresie Cesarstwa Rzymskiego w Kyzikos znajdowała się mennica, w której bito monety dla całego państwa. Po zniszczeniach doznanych wskutek licznych trzęsień ziemi, miasto zostało odbudowane przez cesarza Hadriana. Słynęło z pozyskiwania elektronu i produkcji wełny.
W 670 roku Kyzikos został zajęty przez Arabów. W latach 674-678 stacjonowała tam flota arabska. Opanowany na przełomie 1206 i 1207 roku przez Henryka de Hainaut, w 1207 roku na mocy rozejmu został zwrócony Teodorowi Laskarisowi. W 1304 roku w rejonie Kyzikos toczyły się walki pomiędzy Rogerem de Flor a Turkami.
Nazwę „Kyzikos” nosił grecki okręt wojenny (torpedowiec) z okresu międzywojennego.